# Wytrębowanie hasła
Wytrębowanie hasła – melodia wygrywana przez trębacza na polecenie naczelnego wodza.
Oznaczała ona dwie istotne kwestie. Po pierwsze, wprowadzenie nowego hasła, którym żołnierze powinni się posługiwać do dnia następnego. Po drugie, rozpoczęcie specjalnego reżimu prawnego związanego z porą nocną.
Hasło było to wyrażenie wymyślone przez naczelnego wodza, w celu wykrycia szpiegów i identyfikacji żołnierzy. Pierwotny sposób przekazywania treści hasła przez trębacza i naczelny sztab dla prawie nieograniczonej liczby podmiotów, powodował, że łatwo tę wiedzę mogli posiąść wrogowie. Aby temu zaradzić, Krzysztof Radziwiłł zaproponował sanację tej instytucji, której głównym założeniem było wprowadzeniu ekskluzywności podmiotów tak przy wydawaniu, jak i przy odbieraniu hasła. Myśl ta przyjęła się i funkcjonowała w XVIII stuleciu pod zmienioną nazwą „wybicie capu”
Czas nocny był okresem charakterystycznym dla życia obozowego. Zaostrzano wówczas sankcje za popełnione przestępstwa, wprowadzano nowe. Szczególnie przeciwdziałano przywarom szlacheckiego stylu życia przenoszonym na grunt wojskowy. Mowa tu przede wszystkim o zachowaniu ciszy, ograniczeniu zabaw w karczmach, wymywaniu się z obozu itd.
Sposób przekazywania hasła predestynował tę instytucję do oddziaływania propagandowego i wychowawczego wśród żołnierzy. Propagowano pobożność, determinizm związany z wolą bożą, podtrzymywano na duchu: podkreślano w hasłach zwycięstwa, umniejszano klęski; wyśmiewano lub grożono nieposłusznym.